# Valea Florii, Hîncești
Valea Florii este un sat din cadrul comunei Sărata-Galbenă din raionul Hîncești, Republica Moldova.

## Demografie

### Structura etnică
Structura etnică a localității conform recensământului populației din 2004:
| Grup etnic                                               | Populație | % Procentaj  |
| -------------------------------------------------------- | --------- | ------------ |
| Băștinași declarați Moldoveni Băștinași declarați Români | 159 2     | 79,10% 1,00% |
| Bulgari                                                  | 35        | 17,41%       |
| Ucraineni                                                | 5         | 2,49%        |
| Total                                                    | 201       |              |